# Mickey's Space Adventure
Mickey's Space Adventure (La aventura espacial de Mickey) es un videojuego de aventura conversacional basado en la franquicia Mickey Mouse de Disney. La historia fue desarrollada por Roberta Williams y el juego programado por Al Lowe, para Sierra Online. Fue publicado en 1984 en Apple II, y posteriormente conocería versiones para DOS, Macintosh y Commodore 64.

## Argumento
Una raza extraterrestre ha perdido un cristal en el que se guarda toda la historia de su civilización. El cristal se rompió en nueve pedazos que se diseminaron por todo el sistema solar. Cuando Mickey está paseando a Pluto, ambos son abducidos por una nave extraterrestre, y se les asigna la misión de recorrer el sistema solar y recuperar los nueve fragmentos del cristal.

## Desarrollo
Mickey's Space Adventure fue la última aventura conversacional de Sierra, que ya había publicado para entonces King's Quest I iniciando el género de las aventuras gráficas. Sin embargo, a diferencia de las conversacionales anteriores, no se introducían las órdenes por teclado, sino a través de menús de opciones, para facilitar el juego al público infantil al que estaba dirigido.
También fue el primer proyecto en el que se involucró Roberta Williams sin la participación directa de su marido Ken, que pasaba a dirigir la ya expandiéndose Sierra. Supuso la primera colaboración entre Sierra y Disney, antes de que Sierra estrenara una adaptación de Taron y el caldero mágico.